# Talawi Hilir
Talawi Hilir is een bestuurslaag in het regentschap Sawah Lunto van de provincie West-Sumatra, Indonesië. Talawi Hilir telt 3916 inwoners (volkstelling 2010).